# ラバウルの戦い
ラバウルの戦いは第二次世界大戦（大東亜戦争）中、1942年（昭和17年）の1月から2月にかけてオーストラリア委任統治領ニューギニア（現パプアニューギニア、ビスマルク諸島）ニューブリテン島で行われた戦い。日本では「R作戦」の一環として知られており、隣のニューアイルランド島での戦いもこの戦闘の一部とされる。

## 概要
大日本帝国海軍の主要基地であるカロリン諸島のトラック諸島に近い故に、ニューブリテン島のラバウルとニューアイルランド島のカビエンは重要な拠点とみなされており、特に第四艦隊司令長官井上成美海軍中将は太平洋戦争開戦前からラバウル攻略の必要性を各方面に訴えていた。
1942年（昭和17年）1月中旬以降、日本海軍の南洋部隊（指揮官井上成美第四艦隊司令長官）は、南雲機動部隊（指揮官南雲忠一第一航空艦隊司令長官）の支援を受け、第十九戦隊司令官志摩清英海軍少将をラバウル攻略の指揮官に任命して攻撃を開始する。日本陸軍の南海支隊（指揮官堀井富太郎陸軍少将）が、攻略部隊の主力であった。1月23日、南海支隊と海軍陸戦隊の攻撃によりラバウルとカビエンは陥落、オーストラリア軍は抵抗少なく降伏した。
ラバウルの港を占領した後、日本軍はこの港を大規模な基地とし、また航空基地を整備した。日本軍はラバウルを拠点にニューギニア本島に進出し、更にはポートモレスビーやオーストラリア大陸を目指した。

## 背景
オーストラリア統治下のニューブリテン島には「雲雀部隊(lark force)」として知られるジョン・スカンラン中佐指揮の1400名のオーストラリア陸軍守備隊が配置されていた。雲雀部隊は日本との関係が悪化した1941年3月から駐留を開始した第2連隊第22歩兵大隊の兵士716名やオーストラリア地方予備役部隊、ニューギニア志願ライフル部隊、一個海岸守備砲兵中隊、一個高射砲中隊、一個対戦車砲中隊、第2連隊第10野戦救急隊からの分遣隊を指揮下に置いていた。第2連隊第22歩兵に属する大隊軍楽隊は隊員全員が救世軍軍楽隊出身であり、救世軍から部隊ごと入隊させられたおそらく唯一の例であった。守備隊の主任務は太平洋地域の日本軍を監視する上で重要なラバウル近郊のブナカナウ飛行場を守ることであった。しかしながら、空軍指揮官ジョン・レルー指揮下のオーストラリア空軍の派遣団は10機の訓練用軽飛行機、4機のハドソン爆撃機という微弱な攻撃能力しか持たなかった。
日本軍にとってもラバウルは帝国海軍の主要基地のあるカロリン諸島（トラック泊地）に近く、この方面から連合軍が反撃することも予想されたため、重要であった。また、ニューブリテン島を獲得することで日本軍は深い水深を持つ港湾と、トラック諸島の防衛とアメリカ合衆国とオーストラリアの間の連絡を遮断を可能にする飛行場を得ることができた。
この方面の作戦を担当するのは日本海軍の南洋部隊で、同部隊指揮官は井上成美海軍中将（第四艦隊司令長官）である。開戦前の昭和16年9月と10月におこなわれた図上演習で、第四艦隊（井上長官）は「ラバウルだけを占領しても役にたたず、同地確保のためさらに前方の要地（パプアニューギニア、ソロモン諸島）を攻略すべき」と主張している。
その後大本営は南洋部隊と陸軍南海支隊に対し、日米開戦と共にウェーク島とグアム島を攻略したのち、第一段作戦でのラバウル攻略、第二段作戦での同方面要地攻略の実施を命じた（大海指第一号）。大海指第一号により、連合艦隊司令長官山本五十六大将は南洋部隊に対し第一段作戦で状況によりラバウル攻略を、第二段作戦においてビスマルク諸島と英領ニューギニア領方面要地の攻略を命じた。
1941年（昭和16年）12月8日の太平洋戦争勃発以後、南洋部隊はウェーク島攻略作戦を実施したが苦戦し、南雲機動部隊（指揮官は南雲忠一中将、第一航空艦隊司令長官）から一部兵力の増援を得て、12月23日に同島を占領した（ウェーク島の戦い）。
連合艦隊（司令長官山本五十六大将）は12月26日に第一段作戦第二期兵力部署を発令し、この中で南洋部隊と機動部隊にラバウル方面の攻略を命じたと思われる。連合艦隊・第一航空艦隊・第四艦隊は1942年（昭和17年）1月5日にトラック泊地の練習巡洋艦鹿島（第四艦隊旗艦）で作戦会議をおこない、1月23日のラバウル攻略を決定した（R作戦）。
堀井富太郎陸軍少将指揮下の南海支隊はグアム占領に引続き、南洋部隊（指揮官井上成美第四艦隊司令長官）の麾下にあって、第十九戦隊司令官志摩清英少将に協力してニューブリテン島のラバウルの占領に任じられた。
主に第55師団の部隊からなる侵攻旅団は歩兵第144歩兵連隊を主力とし、第144歩兵連隊は司令部、3つの歩兵大隊、砲兵部隊、暗号部隊、補給部隊に加え、騎兵第55連隊の数小隊、山砲兵第55連隊に属する軍楽隊、工兵第55連隊の数部隊などから構成された。海軍陸戦隊は舞鶴第二特別陸戦隊から派遣された127名と第十九戦隊の機雷敷設艦2隻（沖島、津軽）からの派出部隊、合計297名の聯合陸戦隊であった。陸海軍部隊はグアム島で総合訓練をおこない、上陸作戦に備えた。
同時にニューアイルランド島のカビエン攻略も実施することになり、こちらは第十八戦隊司令官丸山邦則海軍少将指揮下の海軍陸戦隊が担当する。上陸兵力は、舞鶴第2特別陸戦隊（司令宮田嘉信中佐）指揮下の三個中隊約1000名、練習巡洋艦鹿島陸戦隊85名、高射砲2門、通信隊5名であった。
1月14日、日本軍ラバウル攻略部隊（志摩少将）はトラック諸島に向けてグァム島を出撃、進軍を開始した。
侵攻部隊を乗せた輸送船団は、南洋部隊（指揮官井上成美第四艦隊司令長官）麾下の第六戦隊（司令官五藤存知少将：第1小隊〈青葉、加古〉、第2小隊〈衣笠、古鷹〉）、第六水雷戦隊（司令官梶岡定道少将：旗艦夕張、第29駆逐隊〈追風、朝凪、夕凪〉、第30駆逐隊〈睦月、弥生、望月〉）、第十八戦隊（天龍、龍田）と第23駆逐隊（夕月、卯月、菊月）、第十九戦隊（司令官志摩清英少将：旗艦沖島、津軽、天洋丸、最上丸）、支援艦艇多数、第七潜水戦隊（潜水母艦迅鯨、第27潜水隊、第33潜水隊）などの艦艇や基地航空隊により直接・間接的に護衛されていた。
この攻略船団を、内地での整備を終えた南雲機動部隊（第一航空戦隊〈赤城、加賀〉、第五航空戦隊〈瑞鶴、翔鶴〉、第三戦隊〈比叡、霧島〉、第八戦隊〈利根、筑摩〉、警戒部隊〈軽巡阿武隈〔第一水雷戦隊旗艦〕、第17駆逐隊〔浦風、磯風、谷風、浜風〕、第18駆逐隊〔不知火、霞、陽炎、霰〕、陽炎型〔秋雲〕〉、燃料補給部隊）が支援した。

## 戦闘

### 上陸まで
1942年（昭和17年）1月4日から、南洋部隊は千歳海軍航空隊（基地航空隊の陸上攻撃機）や横浜海軍航空隊（飛行艇部隊）によるラバウル空襲を開始した。
オーストラリア空軍のレルーはこの戦闘に勝ち目がないと判断した後、ラテン語でメルボルンのオーストラリア空軍本営に対して"Nos Morituri Te Salutamus" ("これより散らんとする我らは諸君らに敬礼を捧ぐ")と電信を打った。
1月8日-9日、南雲機動部隊は日本本土を出撃した。
1月14日0830、南雲機動部隊はトラック泊地に到着した。
1月14日1330、志摩少将（第十九戦隊司令官）指揮下のラバウル攻略部隊本隊（第19戦隊〈沖島、津軽、天洋丸〉、第30駆逐隊、特設巡洋艦〈金剛丸、日海丸〉、南海支隊輸送船船団〈横濱丸、くらあど丸、太福丸、ちえりぼん丸、日美丸、ちゃいな丸、水戸丸、べにす丸、門司丸〉）はグァム島を出撃した。ラバウルに新編予定の第八特別根拠地隊関係者（金澤正夫少将、司令部予定者）は旗艦沖島に便乗した。サイパン島の第五根拠地隊所属の水上機や、メレヨン島に進出した水上機母艦聖川丸の水上機が船団の直衛を行った。
1月15日1530、潜水部隊（第27潜水隊、第33潜水隊）はトラック泊地を出撃、セントジョージ海峡南方で邀撃配置についたが会敵できず、29日にトラック泊地へ戻った。
1月17日0930、南雲機動部隊はトラック泊地を出撃した。同日同時刻、攻略部隊本隊はトラック泊地より西進していた第六水雷戦隊（司令官梶岡定道少将）指揮下の別働隊（軽巡〈夕張〉、第29駆逐隊、第四部隊〈静海丸、黄海丸、高瑞丸〉、第二海城丸〈1日遅れで合同〉）と洋上で合流（メレヨン島東方海域）、以後は志摩少将指揮下で南下した。
1月18日、前日よりグリーニッチ島に進出していた日本軍水上偵察隊は、ラバウル湾内の偵察に成功した。その後も水上偵察機隊は輸送船団の対潜・対空哨戒に従事した。同日夕刻、攻略部隊支援部隊（第六戦隊）の重巡洋艦4隻はトラック泊地を出撃、攻略部隊本隊との合流地点へ向かった。
1月19日、支援部隊（第六戦隊）は洋上でラバウル攻略部隊本隊に合流した。
1月20日午後2時、カビエン攻略部隊（指揮官丸山少将/第十八戦隊司令官）の第十八戦隊（天龍、龍田）、第23駆逐隊（菊月、卯月、夕月）、輸送船3隻（金龍丸、五州丸〈航空機運搬艦〉、吾妻山丸）はトラック泊地を出撃、南下を開始した。
1月20日、南雲機動部隊の空母4隻（赤城、加賀、瑞鶴、翔鶴）から発進した航空隊計109機（零式艦上戦闘機、九九式艦上爆撃機、九七式艦上攻撃機）がラバウルに第一空襲を敢行した。
8機の九九式艦上爆撃機（急降下爆撃機）が攻撃を仕掛け、戦闘で3機のオーストラリア空軍の戦闘機が撃墜され、2機は不時着、残りの機も損傷を受けた。日本側記録では4機撃墜、1機不時着。オーストラリア人の飛行士や乗組員6人が戦死し、5人が負傷した。南雲機動部隊の損害は、零戦1、艦爆1、艦攻1の合計3機で、攻撃目標を完全に達成したため第二次空襲は中止された。オーストラリア軍基地は破壊され、オーストラリア軍歩兵部隊はラバウル自体から撤退することを余儀なくされた。
一方、南雲機動部隊は一航戦（赤城、加賀）と五航戦（瑞鶴、翔鶴）に分れて行動する。一航戦は21日にカビエンを空襲、五航戦はニューギニアのラエとサラモアを空襲した。オーストラリア軍のカビエン守備隊は守備不能になり、逃走した。
オーストラリア陸軍部隊は日本軍が上陸するであろうと予測したであったブランチ湾の西岸に沿って配置に付き、残存していたオーストラリア空軍の2機の急降下爆撃機と1機のハドソン爆撃機はラエに向けて撤退することとなった。航空機が何人もの負傷者を乗せて離陸した後、オーストラリア軍は飛行場を爆破した。またカタリナがカビエン南西を航行中の第六戦隊（青葉、加古、衣笠、古鷹）と輸送船団を発見して通報した。ポートモレスビーより飛行艇3機が爆撃にむかったが、1機は五航戦の零戦に撃墜され、搭乗員は青葉に救助・収容された。
1月22日、一航戦（赤城、加賀）は計46機でラバウルに空襲を敢行した。この日の損害は艦爆2機不時着であった。翌日の上陸戦闘においても、赤城の零戦9機と艦爆6機が上空警戒と支援をおこなった。

### カビエン占領
1月22日夜半、カビエン攻略隊はカビエン沖合に到着した。翌23日未明、ビエン泊地に3隻（龍田、卯月、金龍丸）が突入して大発動艇を展開、上陸作戦を敢行した。日本軍部隊はニューアイルランド島に上陸し、水深が深くて危険な泥沼に満ちた海岸を進軍した。別働隊は島中に散開し、日本軍は抵抗を受けることなくカビエンの中心街を手中に収めた。別働隊は飛行場の修理にとりかかった。25日、約300名は吾妻山丸に乗りラバウルへ移動。他部隊もカビエン近海の掃討を終えたのち、順次ラバウルへ移動した。

### ラバウル上陸
1月22日の夜、ラバウル攻略部隊はラバウルに接近して入泊した。
1月23日0330、駆逐艦望月はラバウル北西海岸方面に陽動、牽制砲撃をおこなった。天洋丸に乗船中の海軍陸戦隊はクレドナ島に上陸して、0345に掃蕩を完了した。この後、海軍陸戦隊はラバウル上陸戦闘に加わった。
夜明け前、日本軍はシンプソン湾に進入、まず第56駆潜隊と第14掃海隊がラバウル湾内の掃討と掃海をおこなった。上陸戦闘は順調に展開したので、攻略部隊指揮官（志摩少将）は巡洋艦や駆逐艦でラバウルやカビエン周辺の掃討をおこなったが、特に会敵しなかった。ラバウル占領後は、駆逐艦に加えて沖島や聖川丸の水上偵察機も陸軍の掃蕩作戦に協力した。
陸軍大佐楠瀬正雄率いる第144連隊を中心とした5000人の部隊がニューブリテン島への上陸を開始した。上陸部隊に対してオーストラリア陸軍は反撃を試み、シンプソン湾、ケラビア湾、ラルアナ岬周辺の砂浜の近くでは激しい戦闘が行われた。連隊長代理桑田伊次郎指揮下の第3大隊、第144歩兵連隊はバルカン浜においてオーストラリア軍第2連隊第22歩兵大隊と民兵から反撃を受けた一方、他の2隊は防衛されていない場所への上陸に成功し、島内部への進撃を開始した。数時間のうちに、ラクナイ飛行場は日本軍に押さえられ、スカンランは「己の命を必ずや守れ」と全軍に命を下し、オーストラリア軍兵士と民間人は中隊規模の小集団に分かれ、ジャングルの中に撤退し、南北の海岸に沿って退却した。この時点で、ラバウル攻略戦におけるオーストラリア軍の組織的抵抗は終わった。その後1月23日の戦闘の最中に、オーストラリア軍は2名の士官と26名の下士官を失った。
オーストラリア空軍は撤退作戦を立案し、島内での戦闘の終盤で当初は空軍配下の地上要員を地上戦部隊に転向するよう命じていたが、レルーは彼らを避難させることに変更し、飛行船と一機残っていたハドソンを彼らの避難の為に用いるべきと主張した。その後、オーストラリア軍の兵士達は何週間にも渡って、日本側に捕まらずニューブリテン島内に隠れていたが、「雲雀部隊」はこの状況のようなニューブリテン島内でのゲリラ戦に対する支援の準備が整っていなかった。補給不足から、ゲリラ活動をするオーストラリア軍は疲弊し軍事遂行能力は減退していった。日本軍の哨戒兵は、英語で「諸君らは食料も手に入らず、この島における逃げ道も確保することはできない。降伏しない限り餓死を待つばかりである」と書かれたリーフレットをばらまき、また飛行機から投下して配布した。日本軍の堀井司令官は第3大隊と第144歩兵連隊にガゼル半島の南部を捜索し、オーストラリア軍の残党を確保するように命じた。日本軍は2月9日にニューブリテン島の南岸のガスマタに上陸し、オーストラリア軍の退路を遮断した後、数週間のうちに1000人以上のオーストラリア軍兵士が捕まるか降伏するかを経て捕虜となった。

## その後
1月24日午後5時15分、大本営はラバウルとカビエンの占領を発表し、その意義を解説した（大本営発表）。ラバウルとカビエンを占領した日本軍は、ただちに航空基地の設営作業に入る。ラバウル占領直後より、日本軍はポートモレスビー方面から飛来する大型陸上機や飛行艇の夜間来襲に悩まされ、すぐに航空戦力を整備する必要があった。
1月25日、横浜海軍航空隊の九七式飛行艇8機が進出して哨戒任務に従事した。1月27日、第五航空戦隊は九六式艦上戦闘機18機をカビエンに空輸し、これらは順次ラバウルに進出した。日本軍はアメリカとオーストラリア間の連絡路遮断を企図して1月29日にポートモレスビー攻略を下令、南洋部隊と南海支隊は3月～4月にかけてパプアニューギニアやツラギ諸島を攻略すべく作戦準備を進めた（ポートモレスビー作戦）。
また南洋部隊電令作第六号をもってビスマルク諸島方面軍攻略部隊（指揮官志摩少将）は解散、新編の第八根拠地隊（23日ラバウル上陸、26日司令部業務開始）を基幹とするビスマルク諸島方面部隊（指揮官は第八根拠地隊司令官金澤正夫海軍少将）が新編され、同方面の防備警戒に従事することになった。志摩少将の第十九戦隊など、各隊・各艦は順次トラック泊地に引き上げた。支援部隊の第六戦隊も、30日にラバウルに入港して燃料を補給したあと、同港を去った。
一方、連合軍側の民間人数人とオーストラリア軍ニューギニア方面司令部の士官数人はニューギニア本島からニューブリテン島に対しての非公式な救出作戦を立案し、3月から5月にかけて450人の兵士と市民が海路救出された。日本軍は即座にラバウル飛行場が受けた損傷を修復し、ラバウルはニューギニアにおける日本軍の最大の基地となり、この地域の防衛の要となった。日本軍のラバウル基地の掌握後、日本軍による基地再建を阻止すべくオーストラリア軍は3月にラバウル空襲を試みた。アメリカ軍は空母レキシントンを基幹とする機動部隊を派遣してラバウル奇襲を試みたが、2月20日にラバウル基地より発進した一式陸上攻撃機に迎撃される。陸攻多数を撃墜したが、奇襲意図の暴露により撤退した（ニューギニア沖海戦）。
一部の雲雀部隊の兵士はニューブリテンとニューアイルランドで島内住民と連携しつつ残存し、日本軍に対してゲリラ作戦を行い、オーストラリア側に日本軍の出港情報を供給するコースト・ウォッチャーズとして活躍した。
捕虜となった1000人のオーストラリア軍兵士のうちおよそ160人は、2月4日頃トルとワイタバロの4つの独房で虐殺された。この虐殺を逃れた6人の生存者は後に裁判の喚問において、虐殺の状況について鮮明に語った。オーストラリア政府は、 捕虜となった兵士はトルプランテーションの近くのジャングルに小集団で連れ込まれ、日本軍兵士によって銃剣で虐殺されたと断定した。また、この場所の近くのワイタバロプランテーションでもオーストラリア兵の捕虜は射殺されたとしている。連合国は後にこれらの虐殺の責任を第144歩兵連隊の指揮官であった楠瀬正雄に求めたが、1946年下旬に彼は食を断って命を落とし裁判の場に出ることはなかった。少なくとも800人の兵士や200人の民間人のオーストラリア人などの捕虜は、1942年の7月1日にもんてびでお丸でラバウルから日本へと向かう途中、アメリカ軍の潜水艦スタージョンによって撃沈され命を落とした。
1943年の11月下旬に、ハルゼー提督麾下の航空母艦サラトガとプリンストンなどの部隊によるラバウル空襲でラバウルの日本海軍が一掃されて以降、「大日本帝国軍の大型戦闘艦は一切ラバウルに現れることはなかった。」とされる。1943年12月、アメリカ海兵隊がニューブリテン島西部グロスター岬に上陸し、その後連合国軍はカートホイール作戦などニューブリテン戦線を行い日本軍の動きを徐々に制限していった。1944年の11月、オーストラリア軍第五師団の先行部隊がラバウルの南岸のジャキンオット湾に上陸し、ニューブリテン島にオーストラリア軍が帰還することとなった。その後、島の周囲にオーストラリア軍の数部隊が上陸し、数部隊が北進してワイド湾とオープン湾の間のガゼル半島の基地を横切るラインを確保した。 この後、オーストラリア軍はラバウル周辺の日本軍主力を分断・包囲すべく軍を動かしている。
1945年8月15日、ポツダム宣言を受け入れ日本が降伏した際、ラバウルになお69000人の兵士が残留していた。

## 註